# Brimpsfield Castle
Brimpsfield Castle är ett slott i Storbritannien.   Det ligger i grevskapet Gloucestershire och riksdelen England, i den södra delen av landet, 140 km väster om huvudstaden London. Brimpsfield Castle ligger 253 meter över havet.
Terrängen runt Brimpsfield Castle är platt åt sydost, men åt nordväst är den kuperad. Brimpsfield Castle ligger uppe på en höjd. Runt Brimpsfield Castle är det ganska tätbefolkat, med 78 invånare per kvadratkilometer. Närmaste större samhälle är Gloucester, 12,1 km nordväst om Brimpsfield Castle. Trakten runt Brimpsfield Castle består till största delen av jordbruksmark.